# Осока макловианская
Осо́ка макловиа́нская (лат. Carex macloviana) — многолетнее травянистое растение, вид рода Осока (Carex) семейства Осоковые (Cyperaceae).

## Ботаническое описание

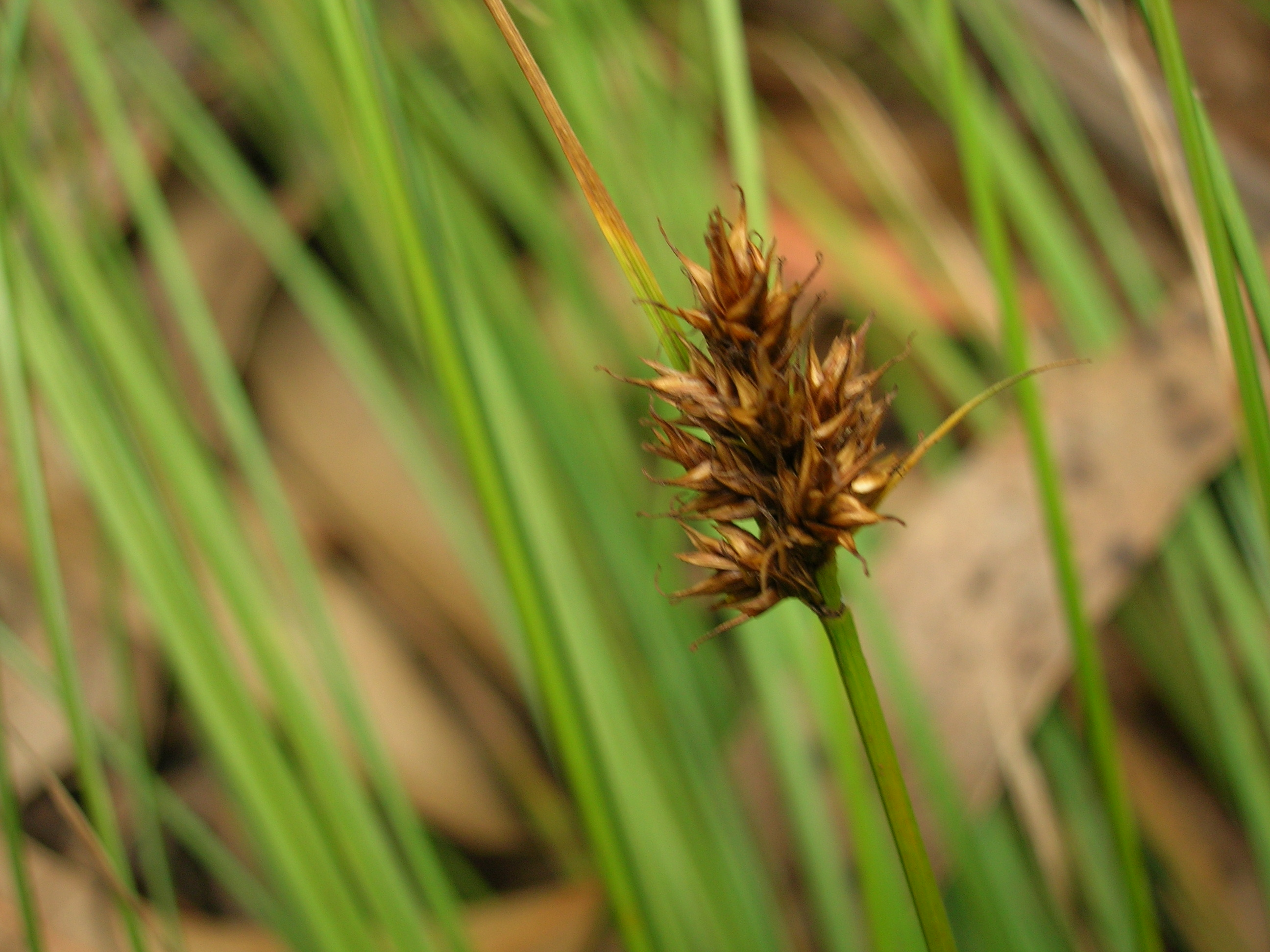
Плоды

Желтовато-зелёное растение с укороченным неползучим корневищем, образует густые дерновины.
Стебли 10—45 см высотой, шероховатые.
Листья короче стебля, 2—3 мм шириной.
Соцветие колосовидное или головчатое, густое, широкояйцевидное, яйцевидное или продолговато-яйцевидное, (1)1,5—1,5(2,2) см длиной, 0,8—1,3 шириной, бурое, из 4—8 колосков. Колоски гинекандрические (у основания тычиночные), 0,5—0,7 см длиной. Кроющие чешуи яйцевидные, острые, сплошь тёмно-коричневые или, иногда, с очень узкими, едва заметными белоперепончатыми краями, короче мешочков. Мешочки вогнуто-выпуклые, яйцевидные, (3,2)4—4,5 мм длиной, (1,5)1,7—2 мм шириной, по краям с узким крылом, бурые или зеленовато-бурые, в зрелом состоянии прижатые, слегка отклонённые от оси колоска или растопыренные, по краю с узким, кверху выгрызенно-зубчатым крылом, сверху с 6—8 жилками, сзади без жилок или с неясными жилками у основания, сидячие, со светло-коричневым, удлинённым, коротко-двузубчатым носиком, спереди глубоко расщеплённым. Кроющие листья чешуевидные, самые нижние иногда узколинейные.
Плод в два раза у́же и короче мешочка. Плодоносит в июле—августе.
Число хромосом 2n=86.
Вид описан из Южной Америки.

## Распространение
Северная Европа: Исландия, Фенноскандия (север); Дальний Восток: Корякия (среднее течение реки Пахачи и бухта Гека в Олюторском районе, Камчатка (Кроноцкий заповедник, остров Карагинский), остров Беринга, Курилы (остров Парамушир); Северная Америка: запад США, восток Канады, Гренландия, Гавайские острова; Южная Америка: Анды к югу от 32° южной широты, Огненная Земля, Фолклендские острова.
Растёт на песчаных берегах озёр, галечниках, сырых лугах вблизи морских побережий.

## Систематика
В пределах вида выделяются три подвида и две разновидности:
- Carex macloviana subsp. macloviana — Осока огнелюбивая, или Осока толстоколосая; Камчатка, остров Беринга, Курилы, Северная Европа, от субарктической Америки до запада центральных штатов США, от Перу до Фолклендских островов
- Carex macloviana subsp. pachystachya (Cham. ex Steud.) Hult. — от Российского Дальнего Востока до Западных штатов США
- Carex macloviana var. pseudoleporina Kük. — западная часть Центральной и Южной Аргентины, центр и юг Чили
- Carex macloviana subsp. subfusca (W.Boott) T.Koyama — Гавайские острова, от запада США до Мексики
- Carex macloviana var. thermarum (Phil.) Kük. — западная часть Центральной и Южной Аргентины, центр и юг Чили